# Matija Cerar
Matija Cerar, slovenski pevec zabavne glasbe, *1940 Radomlje , † 2011 Radomlje.
Matija Cerar je že mlad s svojim posluhom obvladal več instrumentov: klavir, pozavno, trobento in kontrabas. 
Petje ga sprva ni mikalo. Šele pri sedemnajstih je na  prigovarjanje prijateljev in staršev nastopil na popularni radijski oddaji Pokaži, kaj znaš, kjer je zmagal. 
Kmalu je nastopal med takratno elito pevcev in komponistov na festivalih zabavne glasbe, snemal za radio in televizijo Ljubljana.
Bil je komponist, pevec in kantavtor.